# Battiganahalli, Krishnarajanagara
Battiganahalli là một làng thuộc tehsil Krishnarajanagara, huyện Mysore, bang Karnataka, Ấn Độ.